# Dama Polo II
Dama Polo II is een bestuurslaag in het regentschap Aceh Timur van de provincie Atjeh, Indonesië. Dama Polo II telt 296 inwoners (volkstelling 2010).